# 馬德里奇峰

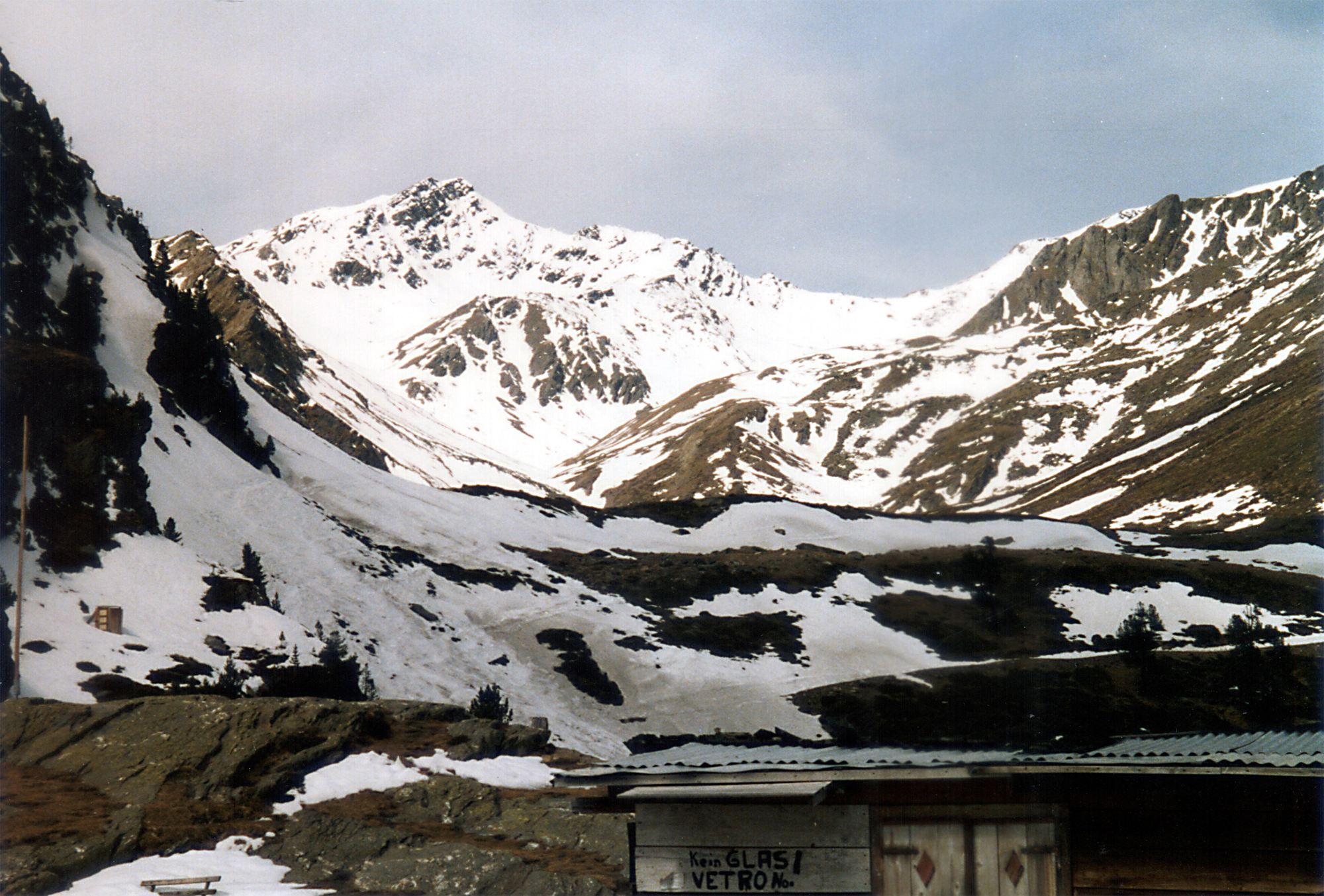

46°29′31″N 10°37′46″E / 46.49194°N 10.62944°E
馬德里奇峰（德語：Madritschspitze），是意大利的山峰，位於該國東北部，由博爾扎諾-南蒂羅爾自治省負責管轄，屬於奥特莱斯山的一部分，海拔高度3,265米。